# Dead Man (soundtrack)
Dead Man är ett soundtrack till westernfilmen med samma namn från 1995 i regi av Jim Jarmusch. Det gavs ut på skiva i februari 1996.
Musiken är skapad av Neil Young och improviserades fram medan han såg filmen ensam i en inspelningsstudio. Den är helt instrumentell, mestadels bestående av elgitarr men även tramporgel, piano och akustisk gitarr användes. Därtill finns även dialog från filmen samt dikter av William Blake lästa av Johnny Depp, som hade en huvudroll i filmen, inklippt.

## Låtlista
1. "Guitar Solo 1" - 5:18
2. "The Round Stones Beneath the Earth..." - 3:31
3. "Guitar Solo 2" - 2:03
4. "Why Art Thou Silent and Invisible..." - 2:24
5. "Organ Solo" - 1:33
6. "Do You Know How to Use This Weapon?..." - 4:25
7. "Guitar Solo 3" - 4:30
8. "Nobody's Story" - 6:35
9. "Guitar Solo 4" - 4:22
10. "Stupid White Men..." - 8:45
11. "Guitar Solo 5" - 14:40
12. "Time for You to Leave, William Blake..." - 0:51
13. "Guitar Solo 6" - 3:21